# Šentjošt nad Horjulom
Šentjošt nad Horjulom je naselje v Občini Dobrova-Polhov Gradec. Kraj je z Ljubljano ob delavnikih in sobotah povezan z redno medkrajevno avtobusno linijo. V kraju stojita cerkvi Sv. Jošta in Sv Janeza. cerkev Iz vasi vodi markirana pešpot na Sedlo (670 m) in naprej do Samotorice. 
1942 so bile v tem kraju organizirane prve vaške straže, ki so sodelovale z okupatorjem v boju proti OF.